# Истражитељ
Истражитељ, иследник, инспектор или детектив је службеник који истражује и открива злочине и њихове починиоце. Своју дужност може обављати као члан полиције или у приватном аранжману, као приватни детектив. Приватни детектив ради по поруџбини и за награду и мора да има дозволу за рад како би обављао свој посао. Реч детектив потиче од латинске речи detegere, што значи открити.
У многим европским полицијским системима, већина детектива су факултетски образоване особе које се укључују у детективски рад у оквиру полиције одмах након завршеног факултета, без потребе да проведу одређено време у служби као униформисани полицајци, за разлику од полицијског система САД, где је период службе у униформи неопходан услов да би неко постао детектив. С једне стране, тврди се да детективски посао има мало сличности са послом који обавља униформисани полицајац, и да је зато за обављање овог посла потребна потпуно другачија обука, квалификације, квалитети и способности. Други, пак тврде да је неопходно да детектив поседује познавање полцијске процедуре коју стиче управо служећи у униформи, и да ако је не познаје, то може сметати неометаној сарадњи са униформисаним полицајцима.
У Србији је приватна детективска делатност правно регулисана Законом о детективској делатности, који је ступио на снагу 5. децембра 2013. године, а надзор обавља Министарство унутрашњих послова Републике Србије. Да би детективска агенција добила лиценцу, одговорно лице у агенцији мора имати високу школску спрему,  држављанство Србије, да нема безбедносне сметње, а агенција мора имати има најмање два запослена детектива. Да би појединац добио детективску лиценцу мора бити држављанин Србије, имати завршену најмање вишу школу, лекарско уверење о психофизичкој способности, завршену обуку, положен стручни испит, као и да нема безбедносне сметње. Обуку, не морају да похађају бивши полицајци са најмање пет година радног стажа, судије, тужиоци и обавештајци, нити оперативци који су до дана ступања на снагу закона имали пет година радног искуства на детективским пословима.

## Приватни детектив или истражитељ
Приватни детектив је професионалац који је ангажован од стране различитих фирми, компанија, корпорација, приватних лица или других субјеката у циљу прибављања обавештајних података и потврђивана или оповргавања информација. Професионални приватни детектив обично има искуство рада у полицији или другим безбедносним службама, као и тренинг којим је припремљен за професионалну истрагу. Главна делатност приватног детектива је истрага. Он истражује, прикупља и анализира доказе. Детективске услуге модерног доба подразумевају обавештајни рад у привреди, заштиту породице, случајеве малолетничке деликвенције, случајеве брачних проблема и др. Приватни детектив је често ангажован од стране адвоката ради прибављања доказа који могу имати значајан утицај на судске пресуде.
Опасност представља саставни део детективског посла. Приватни детектив је цивилно лице са додатним овлашћењима, као и лице који је физички припремљено да брани себе, своје клијенте или њихову имовину. Добра интуиција и способност трансформације су једне од главних одлика сваког доброг приватног детектива. Уз помоћ ових одлика приватни детектив је способан да остане неприметан.

### Неки од метода којима се служе приватни детективи
- Истрага између осталог подразумева: преглед правних записа, породичне историје, компјутерску истрагу или било коју другу врсту прикупљања података. Након истраге следи анализа чињеница, процена информација и одабир најбоље методологије која има најбољи потенцијал да доведе до ефикасног решавања случаја.
- Испитивање представља метод којим до неопходних информација долази путем разговора са рођацима несталих лица, сведоцима злочина и сл. Кроз испитивање, у комбинацији са сопственом истрагом, приватни детектив скупља доказе којима решава случај или представља доказе суду.
- Надзор представља праћење особе без њеног знања и подношење извештаја о надзору клијенту који је ангажовао приватног детектива. Приватни детектив је упознат са свим техникама модерног и ефикасног надзора.[3]

## Историја приватних детектива
Приватно обезбеђење као нека врста институције први пут се јавља почетком 13. века у Енглеској, када се у Лондону и другим градовима, ради заштите грађана, организују Црквене Парохијске патроле.
Прва права детективска агенција основана је 1833. године. Основао ју је Француз Еуген Франсис Видок, који се сматра првим приватним детективом. Његова детективска агенција звала се „Фирма за универзалне информације у вези трговине и привреде” и сматра се првом приватном детективском агенцијом.
Најпознатији приватни детектив свих времена свакако је Алан Пинкертон. Он је 1850 године у Чикагу основао Пинкертонову детективску агенцију, која још увек постоји. Данас делује под именом Пинкертон, као подружница Секуритас службе безбедности.
Други чувени детектив, кога треба поменути, свакако је Фредерик Аберлајн, британски полицијски, а касније и приватни детектив. Најпознатији је по томе што је 1888, као главни инспектор лондонске Метрополитанске полиције, био један од главних истражитеља убистава која се приписују Џеку Трбосеку.

## Детективи као инспирација
Детективски случајеви одувек су изазивали интересовање јавности и често били инспирација многим ауторима различитих литерарних и других уметничких дела. Тако су о авантурама славних детектива написани бројни романи, снимани филмови и ТВ серије, а такође су били и инспирација бројним стрип-цртачима, било да се радило о стварним ликовима (какви су Пинкертон или Аберлајн), или оним измишљеним. Чак је и сам Алан Пинкертон о својим авантурама написао бројне детективске романе. Неки од најпознатијих књижевних детектива свакако су:
- Шерлок Холмс, чувени лик Артура Конана Дојла, чије су авантуре екранизоване у више верзија и адаптација,[8]
- Херкул Поаро, ексцентрични детектив и Госпођица Марпл, необично виспрена стара дама, ликови чувене Агате Кристи, такође много пута екранизовани као филмови или ТВ серије,[9]
- Отац Браун, необични свештеник-детектив Гилберта Честертона,[10]
- Инспектор Мегре, белгијског писца Жоржа Сименона,[11]
- Хари Хуле, један од најпопуларнијих детективских ликова друге деценије 20. века, остварење норвешког писца Јуа Несбеа,[12]
- Ераст Фандорин и сестра Пелагија, живописни детективски ликови руског писца Григорија Чхартишвилија (детективске романе пише под псеудонимом Борис Акуњин),[13]
- Детективка Харијета, лик београдске детективке, изашле из пера наше познате књижевнице Мирјане Ђурђевић,[14]
- Рип Кирби, најпознатији стрипски детектив, лик који је осмислио чувени амерички стрип-цртач Алекс Рејмонд,[15]
- Дилан Дог, још један стрип-јунак, чувени приватни детектив за ноћне море и друге ужасе, италијанског писца и новинара Тицијана Склавија[16] и многи други.